# Peter Longerich
 (octobre 2011).
Peter Longerich est un historien allemand spécialiste du nazisme, né en 1955 à Krefeld.

## Biographie
Directeur du centre de recherche sur l'Holocauste et l'histoire du XXe siècle à l'université de Londres, Peter Longerich enseigne également en Allemagne, aux États-Unis ou encore en Israël. Il a publié de nombreux travaux, dont des biographies monumentales d'Adolf Hitler, de Heinrich Himmler et de Josef Goebbels.

### Ouvrages traduits en français
- Peter Longerich, Goebbels: Biographie, München, Siedler Verlag 2010
- Peter Longerich (trad. de l'allemand), Himmler : biographie, Paris, Héloïse d'Ormesson, 28 octobre 2010, 916 p. (ISBN 978-2-35087-137-0 et 2350871371).
- Nous ne savions pas : Les Allemands et la Solution finale 1933-1945, Paris, Le Livre de poche, 2009,  (ISBN 9782253126607)
- Goebbels, Paris, Éditions Héloise d'Ormesson, 2013,  (ISBN 978-2-35087-235-3)
- Hitler, éditions Heloïse d'Ormesson, 2017, 1226 p.
- La conférence de Wannsee, éditions Heloïse d'Ormesson, 2019.